# Bodor Aladár (író)
Léczfalvi Bodor Aladár (Alvinc, 1880. január 29. – Budapest, 1952. április 19.) író, újságíró, költő, gimnáziumi igazgató.

## Élete
Bodor Aladár 1880. január 29-én született Erdélyben, az akkor Alsó-Fehér megyéhez tartozó Alvincen.
Középiskoláit a szászvárosi református főgimnáziumban és a gyulafehérvári katolikus főgimnáziumban, egyetemi tanulmányait Kolozsvári egyetem filozófiai karán végezte.
1901-től vidéki városokban, 1918-tól 1938-ig Budapesten volt gimnáziumi tanár. Az I. világháborúban önkéntesként harcolt. 1901-ben a Szászváros, 1913-ban a Fehértemplom és Vídéke szerkesztője volt. 1919-től a Nemzeti Újság, 1921-től a Magyarság, 1938-tól a Magyar Nemzet belső munkatársa. 1924-1925-ben az Aller Képes Családi Lapjának felelős szerkesztője. A Petőfi Társaság tagja. Az I. világháború alatt írt verseiben a háború borzalmait festi. A háború után egyes írásaiban a nacionalista, irredenta irányzat hatása alá került, később azonban németellenes, antifasiszta magatartást tanúsított.
Költészete középpontjában a nemzet sorsa áll, 1908-ban a Nyugat első évfolyamában két verse is megjelent, annak jeléül, hogy együtt akar haladni az irodalmi megújulással. Ady zsenijének egyik első felismerője és hirdetője. Hatása kissé meg is érintette (Magyar dalos Szentgallenben, Az új Tisza), bár soha nem utánozta. Az említett két vers azt is mutatja, hogy saját úton járt a folyóirat költői közt. Mindkét versben a magyarság és a nyugati kultúra viszonya foglalkoztatta. Elismerte a nyugati élet és kultúra fölényét és varázsát, de épp ezért féltette tőle a magyarság nemzeti önérzetét.
Költői művein kívül útirajzokat, irodalomtörténeti és pedagógiai tanulmányokat is írt. Alagya Dalár néven kitűnő szatírákat írt gr. Klebelsberg Kuno kulturális politikájáról.

## Főbb művei
- Az ember tragédiája, mint az egyén tragédiája (Budapest, 1905)
- Versek (Budapest, 1906)
- Útilevelek Erdélyországból (Losonc, 1906)
- A szocializmus nevelési eszméi (Losonc, 1907);
- Zátonyon (Új versek, Bp., 1910)
- Töredelem (Újabb versek, Szeghalom, 1925)
- A vámpír (regény, Pozsony, 1925)
- Virrasztó (versek, Budapest, 1941)